# Minería en la nube
La minería en la nube (en inglés cloud mining) es el proceso de minado de criptomonedas que utiliza centros de procesamiento de datos remotos con un poder de procesamiento compartido.

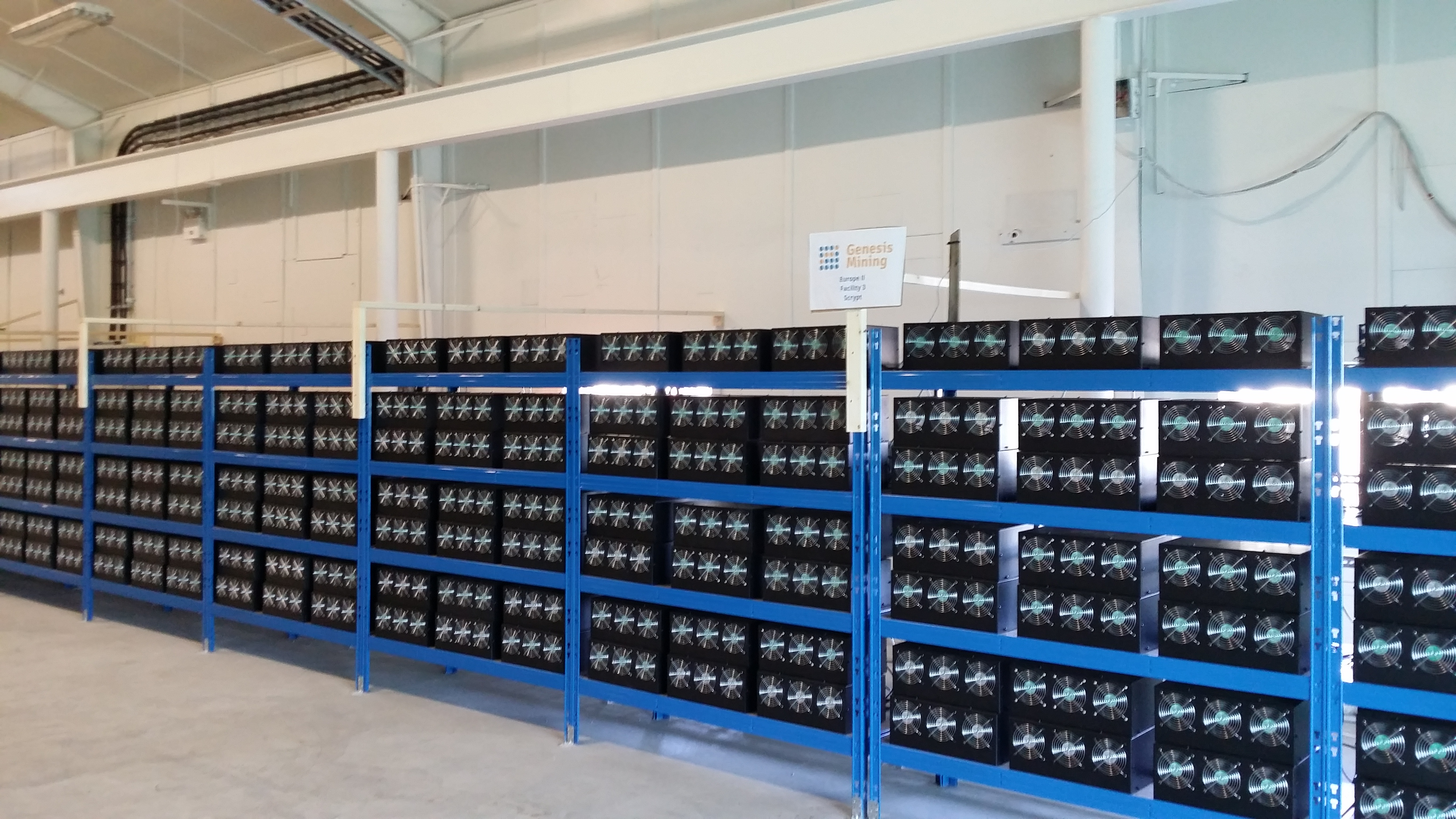
Una granja minera localizada en Islandia. El cuadro muestra scrypt mineros.

Este tipo de minería en la nube permite a los usuarios comunes minar bitcoines o criptomonedas alternativas sin la necesidad de poseer el hardware que funciona como medios de producción para la autenticación de transacciones de una cadena de bloques.
Bajo esta dinámica, el hardware de minería necesario está alojado y recibe mantenimiento en una instalación propiedad de una compañía minera, y el cliente simplemente necesita registrarse y comprar contratos o acciones de minería. Dado que la cloud mining es proporcionada como un servicio, generalmente tiene un costo y esto puede generar menores ganancias para el minero.

## Tipos de alojamiento web
Los usuarios de equipos mineros alojados pueden arrendar un servidor de minería físico o un servidor privado virtual e instalar un software de minería en la máquina. En lugar de alquilar un servidor dedicado, algunos servicios ofrecen potencia de cómputo (medida en cantidad de resúmenes o hashes encontrados por segundo) alojada en centros de datos para su venta, midiéndolos en gigahashes por segundo (GH/s). Generalmente, los usuarios pueden escoger una cantidad deseada de potencia de cómputo y un período para el contrato, o en algunos casos, pueden modificar su poder de cómputo.